# TVNZ 2

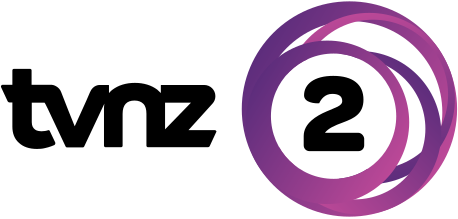
Logo do canal

TVNZ 2 é um canal aberto da televisão neozelandesa. Focaliza o entretenimento exibindo em suas programações comédias, dramas e filmes locais. É uma rede de televisão dirigida principalmente aos jovens e também possui uma forte audiência para programas em família, dando ênfase quase sempre ao entretenimento e a informação.
A programação da TV2 inclui seriados locais como Shortland Street e NZ Idol, e também seriados internacionais como Kamen Rider: Dragon Knight, Grey's Anatomy, Desperate Housewives, e Lost.